# マッド・ホステル
『マッド・ホステル』（原題：Spiderhole）は、2010年のアイルランド・イギリスのホラー映画。

## あらすじ
美大に通うモリー、トビー、ゾーイ、ルークの4人は、ロンドンで家賃を支払わずに住むことができる理想的な空き家を発見する。空き家でパーティーを始めた4人は、クローゼットの中から血のついた衣服を発見する。

## スタッフ
- 監督：ダニエル・シンプソン
- 脚本：ダニエル・シンプソン
- 製作：パトリック・オニール
- 音楽：オリバー・クラウス、ジェイソン・クーパー
- 撮影：ビニット・ボリソン

## キャスト
- モリー：エマ・グリフィス・マリン
- ルーク：ルーベン・ヘンリー・ビッグス
- ゾーイ：エイミー・ノーブル
- トビー：ジョージ・マグワイア
- デイジー：ステファニー・トービン
- 老人（外科医）：ジョン・E・リーガン
- 医者：モイヤ・ファレリー
- 美術教師：ケヴィン・ハナフィン
- リポーター：マルコム・ジョージ
- 病院受付：アランナ・マハラジ
- 美術モデル：ペトラ・シュコドヴァ
- 患者：ケヴィン・グッドマン、アルフォンス・ランザ
- 生徒：ジョアン・オサリバン、ダニエル・ライアダン、ローラ・オサリバン、サミュエル・ケンプ、ジェリー・フィッツジェラルド、アンドレアス・ゴメス・ピサロ、リアム・ヒューソン、ディアドラ・マホーニー、ニーヴ・ヘネシー、ゲイリー・ブロスナン